# Goethe Link Observatory
Goethe Link Observatory – obserwatorium astronomiczne znajdujące się w Brooklynie w stanie Indiana w USA, należące do Indiana University. Zostało zbudowane z prywatnych funduszy Goethego Linka w latach 1937–1939. Przekazane uniwersytetowi w 1948.
W obserwatorium tym dokonano odkryć wielu planetoid w programie Indiana Asteroid Program. Jedna z nich, (1728) Goethe Link, została nazwana na cześć założyciela placówki.